# Giulio Berruti
Giulio Maria Berruti (Roma, 27 settembre 1984) è un attore italiano.

## Biografia
Nasce a Roma da padre oculista e madre avvocato ed ex funzionario della presidenza della Repubblica.
Dopo aver conseguito la maturità classica presso il liceo ginnasio statale T. Lucrezio Caro e il diploma professionale di odontotecnico, si iscrive all'Università degli Studi di Roma Tor Vergata, e nel 2010 consegue la laurea in odontoiatria e protesi dentaria. Successivamente ha intrapreso la specializzazione in ortodonzia, che ha conseguito nel 2015.
Nel frattempo si dedica anche alla recitazione e frequenta corsi, tra cui il corso di Anne Strasberg e il workshop intensivo per attori professionisti di Ivana Chubbuck.
Si avvicina al mondo dello spettacolo lavorando per tre anni come modello e partecipando agli spot pubblicitari tra cui uno diretto dal regista turco Ferzan Özpetek.
Come attore comincia da piccoli ruoli, interpreta il ruolo di Roberto nel film Melissa P. (2005), regia di Luca Guadagnino.
In seguito ha un cameo nel film Scrivilo sui muri, con Primo Reggiani e Cristiana Capotondi. Nel 2006 interpreta il ruolo di Thomas nella miniserie tv La freccia nera.
Tuttavia la notorietà e il successo arrivano nel 2007 grazie alla serie La figlia di Elisa - Ritorno a Rivombrosa, regia di Stefano Alleva, su Canale 5, dove interpreta il ruolo del protagonista, il marchese Andrea Van Necker.
Dal 2008 è Vicepresidente e testimonial dell'associazione culturale no profit ONLUS EFFEMERIDI che si occupa di sensibilizzazione sul tema ambientale, sanitario e dei diritti degli animali.
Nel 2014 è testimonial di #unamoredilibro, un'iniziativa del Corriere della Sera.
Nel 2016 è uno dei protagonisti sia nella serie Matrimoni e altre follie nel ruolo del cuoco Rocco Borgia e sia in Squadra antimafia - Il ritorno del boss dove interpreta il ruolo di Carlo Nigro, il nuovo vice-questore della Duomo e diventa protagonista, sostituendo Marco Bocci.
Sempre nel 2016 è testimonial per Marevivo.
Due anni dopo, nel 2018, Berruti risalta ancora una volta grazie alla vittoria del talent show Dance Dance Dance insieme all'attrice Cristina Marino.
Nel 2019, Berruti entra nel cast del film Gabriel's Inferno, adattamento cinematografico tratto dal primo libro della trilogia omonima scritta da Sylvain Reynard. L'attore veste i panni del protagonista, il professore Gabriel Emerson. Il film è prodotto dalla nuova piattaforma americana Passionflix, ed è uscito il 29 maggio 2020.
Parallelamente alla carriera da attore Berruti è anche medico odontoiatra specializzato in estetica del sorriso e ortognatodonzia  praticando nello studio di famiglia.
Nel 2025 torna in tv come concorrente di Pechino Express su Sky. Parla inoltre della sua malattia, la fibromialgia, di cui è affetto da diversi anni.

### Vita privata
È stato legato prima all'attrice Anna Safroncik, in seguito all'attrice Marianna Di Martino, dal 2014 a Maria Sole De Angelis e dal 2017 all'attrice Francesca Kirchmair. Attualmente è legato alla politica Maria Elena Boschi.

## Filmografia

### Cinema
- Lizzie McGuire - Da liceale a popstar (The Lizzie McGuire Movie), regia di Jim Fall (2003)
- Melissa P., regia di Luca Guadagnino (2005)
- Scrivilo sui muri, regia di Giancarlo Scarchilli (2007)
- L’Appartamento, regia di D. Persica/C. D’Alemà (2008)[17]
- Deadly Kitesurf, regia di Antonio De Feo (2008)
- Il gusto dell'amore (Bon Appetit), regia di David Pinillos (2010)
- Monte Carlo, regia di Thomas Bezucha (2011)
- Goltzius and the Pelican Company, regia di Peter Greenaway (2012)
- 10 regole per fare innamorare, regia di Cristiano Bortone (2012)
- L'amore è imperfetto, regia di Francesca Muci (2012)
- Walking on sunshine, regia di Max Giwa e Dania Pasquini (2014)
- Tutte lo vogliono, regia di Alessio Maria Federici (2015)
- Body of Deceit, regia di Alessandro Capone (2017)[18]
- Notti magiche, regia di Paolo Virzì (2018)
- W Gli Sposi, regia di Valerio Zanoli (2019)
- Downhill, regia di Nat Faxon e Jim Rash (2020)
- Gabriel's Inferno, regia di Tosca Musk (2020)[19]
- Gabriel's Rapture, regia di Tosca Musk (2021)[19]
- Come ti ammazzo il bodyguard 2 - La moglie del sicario (Hitman's Wife's Bodyguard), regia di Patrick Hughes (2021)
- Girls to Buy (Dziewczyny z Dubaju), regia di Maria Sadowska (2021)[19][20]
- Di là dal fiume e tra gli alberi (Across the River and into the Trees), regia di Paula Ortiz (2022)
- Gabriel's Redemption, regia di Tosca Musk (2023)
- North Star, regia di Kristin Scott Thomas (2023)

### Televisione
- La freccia nera, regia di Fabrizio Costa – miniserie TV (2006)
- La figlia di Elisa - Ritorno a Rivombrosa – serie TV, 8 episodi (2007)
- Il falco e la colomba, regia di Giorgio Serafini – miniserie TV (2009)
- Angeli e diamanti, regia di Raffaele Mertes – miniserie TV, 3 puntate (2011)
- Sangue caldo – serie TV, 5 episodi (2011)
- La ragazza americana, regia di Vittorio Sindoni – miniserie TV, 2 puntate (2011)
- I segreti di Borgo Larici – serie TV, 6 episodi (2014)
- Matrimoni e altre follie – serie TV (2016)
- Squadra antimafia - Il ritorno del boss – serie TV (2016)
- È arrivata la felicità – serie TV (2017)[17]
- Pezzi unici – serie TV (2019)

### Cortometraggi
- Vai, Paparazzo!, regia di Wim Wenders (2015)
- L'amore che vorrei, regia di Gabriele Pignotta (2016)
- La ricetta della mamma, regia di Dario Piana (2018)[21]
- Ducati: The DRE Enduro Tuscany Experience, (2018)[22]

### Web series
- L'ospite perfetto, regia di Cosimo Alemà e Daniele Persica (2008)

### Video musicali
- Niente di Speciale, video musicale di Daniele Stefani (2008)
- Sangue e Cuore, video musicale di Rino De Maria (2008)
- Gli spietati, video musicale dei Baustelle (2010)
- Show Me I'm Your Lover, video musicale dei The Public Radar (2013)
- Mille Anni Luce, video musicale di Luna Vincenti (2018)
- Il segreto di Giulio, video musicale di KuTso (2019)[23]
- Spread My Wings, video musicale di Ana Bettz (2020)[24]

### Spot pubblicitari
- Spot Lancia, regia Gabriele Muccino (2012)
- Spot Bulgari, regia di Michael Haussman (2013)

## Doppiaggio

### Cinema
- Dante in Show Dogs - Entriamo in scena

## Programmi televisivi
- Ballando con le stelle (Rai 1, 2014)
- Dance Dance Dance (Fox e TV8, 2018)
- Pechino Express (Sky Uno, 2025)

## Opere
- Nutshell, Milano, Mondadori, 2018

## Riconoscimenti
- Premio personalità Europea (2007)[25]